# Petar Fajfrić
Petar Fajfrić (Serbian (Cyrillic script): Петар Фајфрић)  (Berkasovo, 15 de febrer de 1942 - Šabac, 11 de març de 2021) fou un jugador d'handbol serbi, que va competir amb la selecció de Iugoslàvia als Jocs Olímpics de 1972, on va guanyar la medalla d'or en la competició handbol. Hi jugà cinc partits, inclosa la final, i va marcar un gol.
En el seu palmarès també destaquen dues medalles de bronze al Campionat del món d'handbol, el 1970 i 1974.